# Quantumscape
Quantumscape Corporation, stiliserat som QuantumScape Corporation, är ett amerikanskt tillverkningsföretag som utvecklar och tillverkar litiumjonbatterier främst för elbilar. För 2024 hade företaget fler än 160 amerikanska patent och fler än 190 utländska patent.

## Historik
Företaget grundades 2010 av Tim Holme och Jagdeep Singh samt professorn Fritz Prinz vid Stanford University. Två år senare inledde Quantumscape samarbete med den tyska fordonsjätten Volkswagen. År 2018 investerade Volkswagen 100 miljoner amerikanska dollar i företaget och  två år senare gjorde de det igen och den gången var det på 200 miljoner dollar. Senare under samma år fick Quantumscape ytterligare en miljard dollar från både Volkswagen och Qatar Investment Authority efter blank check-bolaget Kensington Capital Acquisition blev fusionerad med Quantumscape. I och med den aktionen blev företaget listat på New York Stock Exchange (NYSE).